# Історія освоєння мінеральних ресурсів Словаччини

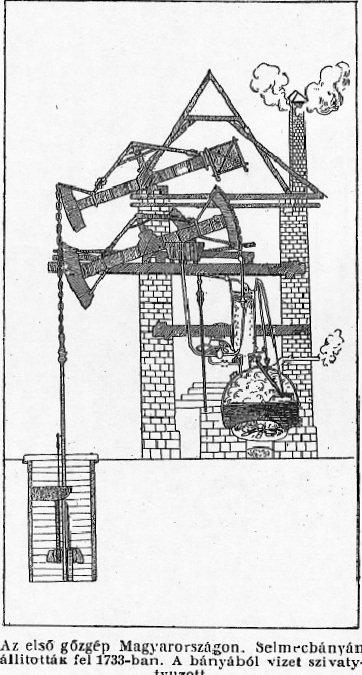

Історія освоєння мінеральних ресурсів Словаччини
Археологічні дослідження вказують на видобуток золота й срібла кельтами в III — I ст. до РХ (Центральна Словаччина). Пізніше розробки поліметалічних руд велися римлянами на родовищі Банська Штявниця. Перші письмові згадки про експлуатацію цього історичного гірничого центра відносять до X ст. В XIII ст. Банська Штявниця стає великим містом з власним гірничим правом. В XVI — XVIII ст. один з основних постачальників золота й срібла у Європі. В 1740 р. річний видобуток цих дорогоцінних металів склав відповідно 600 кг та 22,7 т. На руднику використовували передові на ті часи технології: порох для вибухового проведення виробок (з 1627 р.), кінний привод, водопідіймальну машину Й.Гелла, водні колеса для підйомних та дробильних механізмів. 
У Банській Штявниці була відкрита перша у світі Гірнича академія (декрет імператриці Марії Терезії від 1762 р., навчання студентів з 1763 р.). 
Сьогодні у країні розвинена чорна і кольорова металургія, нафтопереробна і нафтохімічна промисловість. 
Зараз гірничих інженерів готують в Технічному університеті в Кошицях (з 1952 р.), геологів — в Братиславському університеті.